# جامع فخر المسلمين
جامع فخر المسلمين، هو مسجد بني في مدينة شالي بجمهورية الشيشان ويعد أكبر جامع في أوروبا. افتتح في 23 أغسطس 2019م، ويوصف بأنه تحفة العمارة الإسلامية الحديثة.

## نبذة
تأسس جامع فخر المسلمين في 2 ديسمبر 2012م، وقد فاز بتصميمه المهندس المعماري الأوزبكستاني عبد القهار تردايف إثر المسابقة الدولية التي أقيمت لهذا الغرض، وقد استغرقت عملية البناء قريبا من سبع سنوات بدءا من وقت التأسيس.

## مواصفات البناء
بني الجامع على طراز البوابات الأربع المتناظرة، وهو على شكل مربع طول كل ضلع فيه 65 مترا، وله أربع مآذن موزعة على زواياه الأربع يبلغ ارتفاعها 63 مترا، ويتألف من طابقين إضافة إلى القبو، وله قبة رئيسية يبلغ ارتفاعها 41 مترا وقطرها 23 مترا، وقد استخدم في بناء المسجد أكثر من 6500 طن من رخام التاسوس الأبيض المستخرج من اليونان، وعلقت فيه 403 ثريات وزنها 18.35 طنا وهي بتصميم تركي خاص يسمى «الدعاء»، وبلغ وزن الثريا الرئيسية 2.5 طن وارتفاعها 7.8 أمتار.
تبلغ مساحة الجامع 9700 متر مربع، وقدرته الاستيعابية 20 ألف مصل، وفي الخارج 100 ألف مصل.
وقد ألحق بالجامع أربعة أبنية خاصة للطهارة والوضوء، كما تحيط به مناطق خضراء بمساحة 15 ألف متر مربع.